# Jeanne Marceron-Maille
Pour les articles homonymes, voir Maille.
Jeanne Marceron-Maille, née le 12 février 1871 à Brive-la-Gaillarde, et morte le 19 avril 1934 à Neuilly-sur-Seine, est une peintre française.

## Biographie
Jeanne Marie Mélanie Maille est la fille d'Alcime Rustique Maille et de Mélanie Joséphine Boué.
En 1891, elle épouse l'avocat Charles Louis Edmond Marceron.
Élève de Marcel Baschet, elle expose au Salon à partir de 1895. Elle y obtient une mention honorable en 1896, une médaille d'argent en 1932 et une médaille d'or à titre posthume en 1934.
Elle meurt à l'âge de 36 ans à son domicile de Neuilly-sur-Seine.

## Prix Jeanne-Marceron-Maille
« Prix annuel de neuf cents francs, fondé en souvenir de Mme Jeanne Marceron-Maille, artiste peintre, hors-concours, membre de la Société des Artistes Français, par M. Charles Marceron, son mari, et ses deux fils Lucien et Marcel, en faveur d'un artiste peintre français homme ou femme, non hors-concours, auteur de la meilleure nature morte exposée au Salon de l'année (les tableaux composés uniquement de fleurs ne pourront y concourir). Ce prix sera décerné par le Jury de Peinture. »

Liste non exhaustive :
- 1934 : Camille Ferré (d)
- 1935 : Tony Pichon (d)
- 1936 : Alice Carissan
- 1937 : Suzanne Fourest
- 1938 : Marie Blanche Zo-Laroque
- 1939 : Marie Geneviève du Chambon
- 1942 : Marie Berton-Maire
- 1943 : Jehan Berjonneau
- 1944 : Pierre Lemarchand (d)
- 1963 : Édith Faucon